# ロベール・ドルレアン (シャルトル公)
ロベール・フィリップ・ルイ・ウジェーヌ・フェルディナン・ドルレアン（Robert Philippe Louis Eugène Ferdinand d'Orléans, duc de Chartres, 1840年11月9日 - 1910年12月5日）は、フランスの元王族。軍人。王太子・オルレアン公フェルディナン・フィリップの次男で、国王ルイ・フィリップの孫、王位請求者パリ伯フィリップの弟。シャルトル公。

## 生涯
1840年、パリ生まれ。アメリカ南北戦争で北軍側に、そして1870年には普仏戦争に参加した。1863年、ロンドン郊外のキングストン (Kingston-on-Thames) において、叔父ジョアンヴィル公フランソワ・ドルレアンの娘で従妹のフランソワーズ・ドルレアンと結婚した。
1886年、彼はフランスを追放された。
1910年、サン＝フィルマン（Saint Firmin：オート＝アルプ県のコミューン）で死去した。

## 家族
ロベール・ドルレアンは、妻フランソワーズとの間に5人の子をもうけた：
- マリー・アメリー・フランソワーズ・エレーヌ（1865年 - 1909年） - 1885年にデンマーク王クリスチャン9世の息子ヴァルデマー王子と結婚した。
- ロベール・ルイ・フィリップ・フェルディナン・フランソワ・マリー（1866年 - 1885年）
- アンリ・フィリップ・マリー（1867年 - 1901年）
- マルグリット・ルイーズ・マリー・フランソワーズ（1869年 - 1940年） - 1896年にマジャンタ公マリー・アルマン・パトリス・ド・マクマオン（パトリス・ド・マクマオン大統領の息子）と結婚した。
- ジャン・ピエール・クレマン・マリー（1874年 - 1940年） - ギーズ公。オルレアン家家長を継ぐ。

## 著書
- Histoire de la guerre civile en Amérique – 7 Bände. Paris: 1874–87